# Discosiellina longiciliata
Discosiellina longiciliata är en svampart som först beskrevs av Agnihothr., och fick sitt nu gällande namn av Subram. & K.R.C. Reddy 1972. Discosiellina longiciliata ingår i släktet Discosiellina, divisionen sporsäcksvampar och riket svampar.   Inga underarter finns listade i Catalogue of Life.